# Vulpavus
Vulpavus — вимерлий рід хижоподібних ссавців. Скам'янілості знайдено в Канаді й США.
Довжина виду V. palustris становила 60–90 см, а вага — понад 1.19 кг.